# Eirene (artista)
Eirene ou Irene (em grego:  Ειρήνη) foi uma artista grega antiga descrita por Plínio, o Velho, no século I. Ela era filha de um pintor e criou a imagem de uma menina que estava alojada em Elêusis.
Uma das seis artistas femininas da antiguidade mencionada na História Natural de Plínio, o Idoso (XL.147-148) em 77 d.C.: Timarete, Irene, Calipso, Aristarete, Iaia, Olímpia.
Durante o Renascimento, Boccaccio, humanista do século XIV, incluiu Eirene em De mulieribus claris (latim para mulheres famosas). No entanto, nesse relato, Boccaccio aparentemente confundiu muitas das mulheres descritas por Plínio e atribuiu muitos outros trabalhos a Eirene. Algumas outras pinturas que ele credita a Eirene são um Calipso mais velho, o gladiador Teodoro e um dançarino famoso chamado Alcistenes.